# SRF 1
SRF 1 is de eerste van de drie zenders van de Duitstalige omroep Schweizer Radio und Fernsehen in Zwitserland. De televisiezender maakt deel uit van het samenwerkingsverband SRG SSR tussen omroepen in Zwitserland.

## Geschiedenis
De zender ging op 20 juli 1956 de lucht in als eerste Duitstalige zender van Zwitserland. Tot 1993 was het de enige Duitse zender in Zwitserland, daarna kwam SRF Zwei erbij. De zender heeft het grootste marktaandeel van alle televisiezenders in Zwitserland en heeft ook het grootste aandeel in de Zwitserse Songfestival preselectie Die Grosse Entscheidungsshow.
Vanaf 2012 is de zender ook in HD te ontvangen.